# Ґіжичкі
Ґіжичкі (пол. Giżyczki) — село в Польщі, у гміні Ілув Сохачевського повіту Мазовецького воєводства.
Населення — 172 особи (2011).
У 1975-1998 роках село належало до Плоцького воєводства.

## Демографія
Демографічна структура станом на 31 березня 2011 року:
|          | Загалом | Допрацездатний вік | Працездатний вік | Постпрацездатний вік |
| -------- | ------- | ------------------ | ---------------- | -------------------- |
| Чоловіки | 88      | 22                 | 51               | 15                   |
| Жінки    | 84      | 18                 | 44               | 22                   |
| Разом    | 172     | 40                 | 95               | 37                   |